# Andrew Cunningham McLaughlin
Andrew Cunningham McLaughlin (Beardstown, 14 febbraio 1861 – 24 settembre 1947) è stato uno storico statunitense.

## Biografia
Nato a Beardstown, nello stato statunitense dell'Illinois, da genitori immigranti scozzesi. Ebbe una bachelor dalla University of Michigan dove terminò gli studi nel 1885. A partire dal 1891 fu docente in storia americana
Nel 1936 venne premiato con il premio Pulitzer per la storia. Fu direttore associato dell'American Historical Review.

## Opere
- Confederation and Constitution, 1783-1789 (1907)
- The Courts, the Constitution, and Parties: Studies in Constitutional History and Politics
- The Foundations of American Constitutionalism (1932)
- A Constitutional History of the United States (1935)